# إدغار ريغلي
إدغار ريغلي (بالإنجليزية: Edgar Wrigley)‏ هو لاعب اتحاد الرغبي نيوزيلندي، ولد في 15 يونيو 1886 في ماسترتون ‏ في نيوزيلندا، وتوفي في 2 يونيو 1958 في هدرسفيلد في المملكة المتحدة.